# Periodismo de sensores
El periodismo de sensores es una rama del periodismo ciudadano que recopila información a través de sensores y ofrece un tratamiento claro, ordenado y comprensible de los datos a la audiencia. La monitorización de la calidad del aire es la aplicación más extendida en este tipo de periodismo.

## Tipología
En función del tamaño y la aplicación, el periodismo de sensores se puede clasificar en:
- Periodistas usan sensores: los periodistas recopilan, analizan e informan sobre los datos obtenidos por los sensores.

- Personas usan sensores: las salas de prensa ofrecen sensores al público y recopilan posteriormente sus datos para crear una historia.

- Red de sensores: la prensa utiliza los sensores de titularidad pública o privada para informar sobre un problema específico.

- Sensores móviles: la prensa recopila datos del público a través de teléfonos inteligentes que incluyen sensores (como el servicio GPS) para contar una historia.

- Sensores en tecnología vestible: la prensa recopila los datos de los  individuos que utilizan tecnología vestible (como los dispositivos FitBit).[4]

## Posibilidades y dificultades
El periodismo de sensores aprovecha el desarrollo del Internet de las Cosas (IoT) para que los medios de comunicación puedan conectarse con el público al que se dirigen. Un ejemplo de este tipo es el Cicada Tracker, un proyecto que desarrollaron las emisoras WNYC donde pidieron la colaboración de los oyentes para elaborar un mapa con las zonas más probables donde aparecen las cigarras en Nueva York. Además, el periodismo de sensores es útil para los periodistas que quieren recopilar información a nivel local, regional y especialmente en aquellos países que están en vías de desarrollo, ya que el acceso a los datos es escaso.
En la práctica del periodismo de sensores, es muy importante la ética periodística. El periodista debe ser transparente con la comunidad a la hora de llevar un estudio con sensores. Por otra, al ser un campo emergente y poco conocido, el reportero debe informar al público que colabora con él para saber cómo recogen información los sensores y dónde se almacena.

## Ejemplos
- Calidad del aire del Ayuntamiento de Madrid: el portal web del Ayuntamiento de Madrid permite medir la calidad del aire y la contaminación acústica. Estos datos pueden ser utilizados por los periodistas para informar sobre los niveles de contaminación atmosférica en Madrid.[6]

- Air Quaily Egg: dispositivo que mide las emisiones de dióxido de carbono (CO2) y dióxido de nitrógeno (NO2).[7]

- Cicada Tracker: mapa colaborativo ideado por la emisoras WNYC para localizar las zonas más probables donde aparecen las cigarras en Nueva York.[8]

- Houston Chronicle (Calidad del aire en Houston): El diario de Texas llevó a cabo un estudio para conocer la polución del aire en la ciudad de Houston.[9]

- USA Today “Ghost Factories”: los reporteros del diario USA Today midieron con sensores el nivel de contaminación en el suelo de las antiguas fábricas.[10]

- Hindustan Times (Calidad del aire en Delhi): el periódico indio lanzó un proyecto para medir la calidad del aire en Delhi a tiempo real con unos sensores de bajo coste.[11]

- bGeige: es un proyecto colectivo que mide los niveles de radiación en Japón.[12]